# Pachastrella abyssi
Pachastrella abyssi är en svampdjursart som beskrevs av Schmidt 1870. Pachastrella abyssi ingår i släktet Pachastrella och familjen Pachastrellidae. Inga underarter finns listade i Catalogue of Life.